# Lymantria fusca
Lymantria fusca este o specie de molii din genul Lymantria, familia Lymantriidae, descrisă de John Henry Leech 1888 Conform Catalogue of Life specia Lymantria fusca nu are subspecii cunoscute.

## Galerie

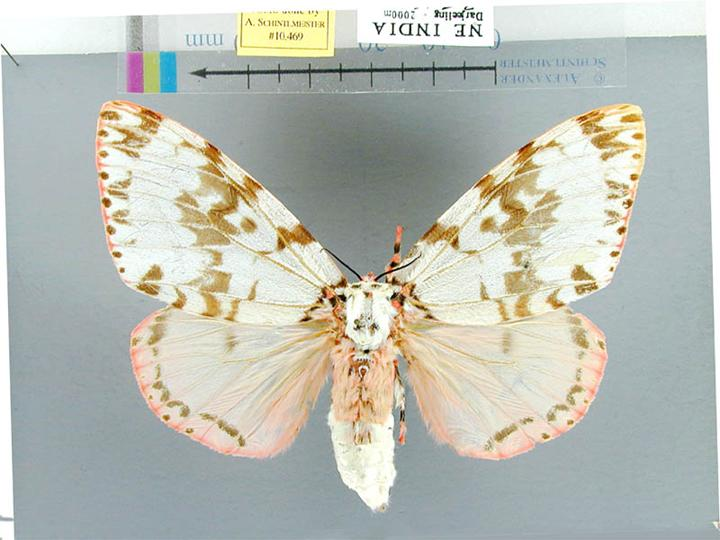
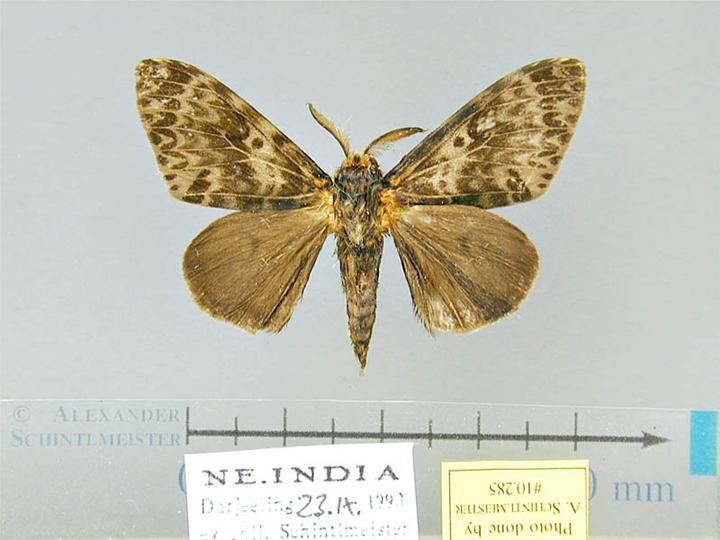
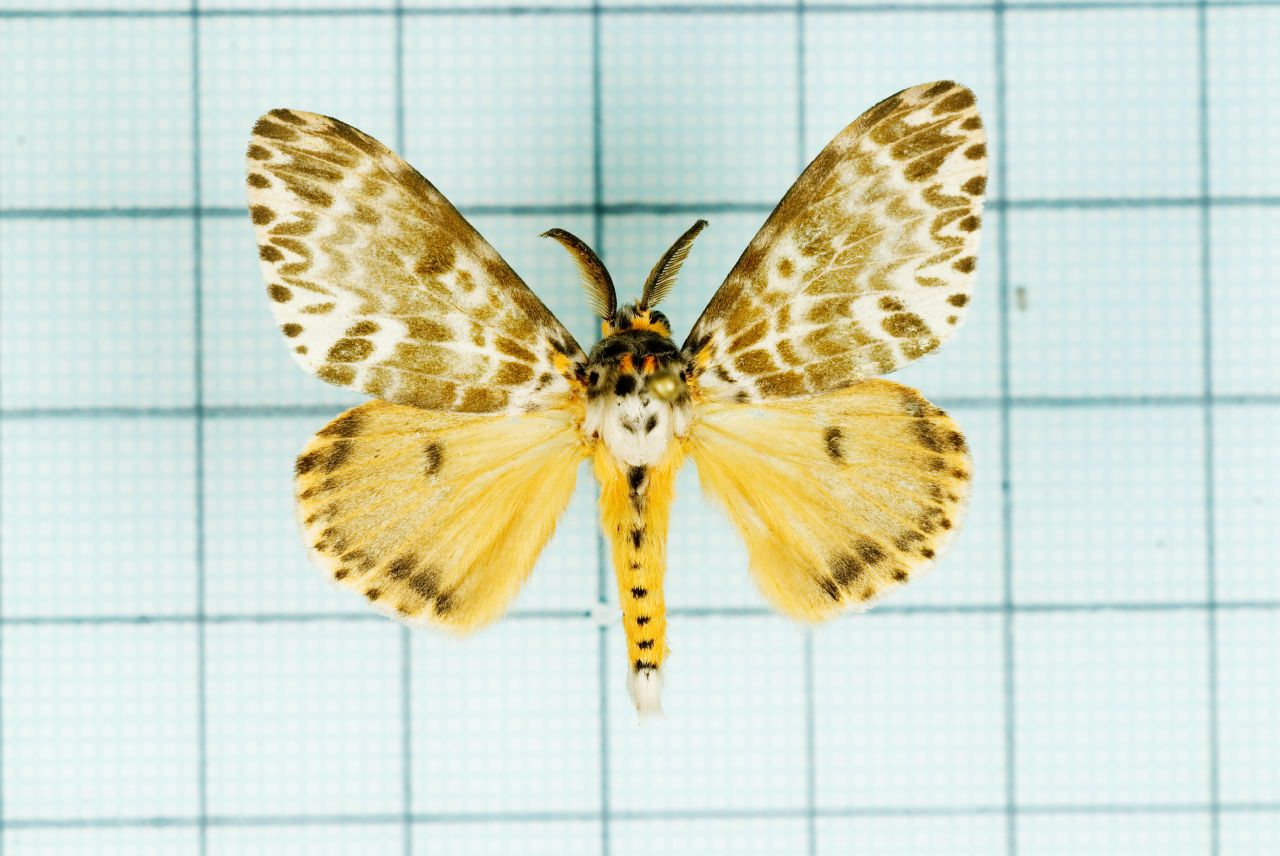